# (313921) Daassou
(313921) Daassou est un astéroïde de la ceinture principale.

## Description
(313921) Daassou est un astéroïde de la ceinture principale. Il fut découvert le 5 septembre 2004 à Vicques par Michel Ory. Il présente une orbite caractérisée par un demi-grand axe de 3,18 UA, une excentricité de 0,23 et une inclinaison de 13,0° par rapport à l'écliptique.

## Compléments